# Elija Godwin
Elija Godwin (Covington, 1 de julho de 1999) é um atleta estadunidense, medalhista olímpico.
Inicialmente, Godwin só corria na pista para melhorar seu rendimento no futebol. Nos Jogos Olímpicos de Verão de 2020, conquistou a medalha de bronze na prova de revezamento 4x400 metros misto com o tempo de 3:10.22 minutos, ao lado de Trevor Stewart, Kendall Ellis, Kaylin Whitney, Vernon Norwood, Lynna Irby, Taylor Manson e Bryce Deadmon.